# Сан-Бернардо-Мистепек
Сан-Бернардо-Мистепек (исп. San Bernardo Mixtepec) — муниципалитет в Мексике, входит в штат Оахака. Население — 2727 человек.